# Chaetonotus tenuis
Chaetonotus tenuis är en djurart som tillhör fylumet bukhårsdjur, och som beskrevs av Grünspan 1908. Chaetonotus tenuis ingår i släktet Chaetonotus och familjen Chaetonotidae. Inga underarter finns listade i Catalogue of Life.